# Robin Simović
Robin Simović (29 de mayo de 1991) es un futbolista sueco que juega como delantero en el K Beerschot VA de la Segunda División de Bélgica.
Jugó para clubes como el Malmö FF, Lunds BK, Lilla Torg FF, IFK Klagshamn, Ängelholms FF, Helsingborgs IF, Nagoya Grampus y Omiya Ardija.

## Trayectoria

### Clubes
| Club                   | País          | Año       |
| ---------------------- | ------------- | --------- |
| Malmö FF               | Suecia        | 2010      |
| Lunds BK (cedido)      | Suecia        | 2010      |
| Lilla Torg FF (cedido) | Suecia        | 2010      |
| IFK Klagshamn          | Suecia        | 2011      |
| Ängelholms FF          | Suecia        | 2012      |
| Helsingborgs IF        | Suecia        | 2013-2015 |
| Nagoya Grampus         | Japón         | 2016-2017 |
| Omiya Ardija           | Japón         | 2018-2019 |
| A. S. Livorno Calcio   | Italia        | 2020      |
| Odds BK                | Noruega       | 2020      |
| Varbergs BoIS          | Suecia        | 2021-2022 |
| Jeonnam Dragons F. C.  | Corea del Sur | 2023      |
| N. K. Rudeš            | Croacia       | 2023-2024 |
| K Beerschot VA         | Bélgica       | 2024-     |